# Кулик Олександр Васильович (політик)
Кулик Олександр Васильович (26 вересня 1953, с. Петрівка — 2 жовтня 2016, Полтава) — український політик, правозахисник.

## Життєпис
Народився Кулик Олександр Васильович 26 вересня 1953 року в селі Петрівка Полтавського району, Полтавської області.
- У 1974 році закінчив філологічний факультет Полтавського державного педінституту. У цьому ж році розпочав трудову діяльність на заводському радіомовленні Полтавського заводу газорозрядних ламп.
- З 1975 по 1980 роки — кореспондент відділу сільського господарства газети Полтавського району.
- 1980—1990 роки — спеціальний кореспондент обласної газети «Зоря Полтавщини», ведучий екологічної рубрики  (у 1986 році визнаний кращим журналістом-екологом України).
- 1990—1994 роки — головний редактор новоствореної газети Полтавської міськради «Полтавський вісник».
- У 1994 році заснував обласну незалежну газету «Полтавська Думка» редактором якої був до кінця життя.

Помер 2 жовтня 2016 року після тяжкої хвороби.

## Політична діяльність
З березня 1998 по квітень 2002 р. — Народний депутат України 3-го скликання, обраний по одномандатного виборчому округу № 145 (від Полтави, Полтавського, Диканьського і Решетилівського районів). Член фракції Народного Руху України, Української Народної партії. Працював в комітеті свободи слова та масової інформації.
Активно займався правозахисною діяльністю. У 2009 році визнаний кращим журналістом України в жанрі журналістських розслідувань проти корупції.

## Посилання

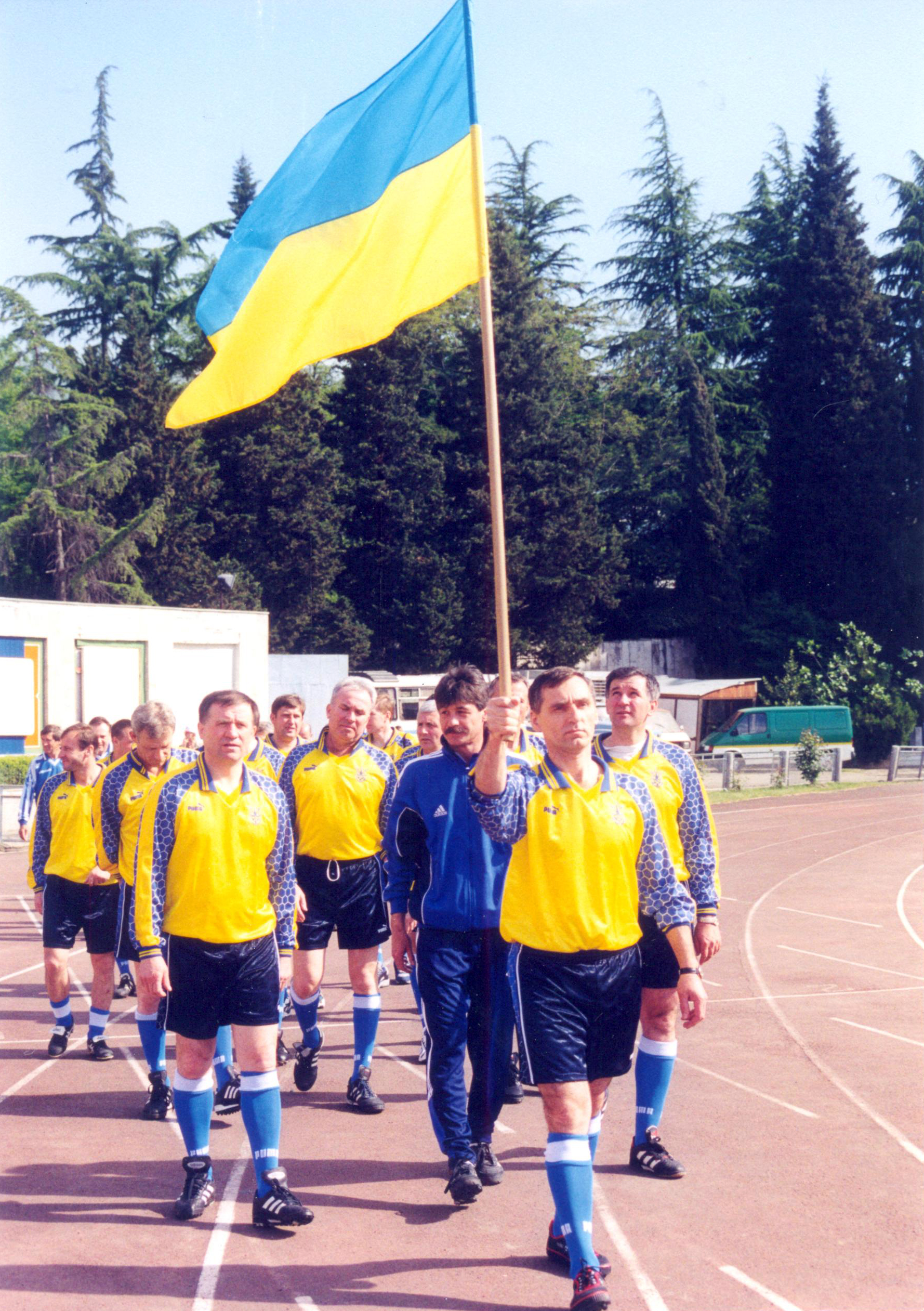
Олександр Кулик несе прапор України на товариському футбольному матчі між збірними командами Верховної Ради України та Держдуми Росії. 2002 рік